# 엘리자베스 유
엘리자베스 유(Elizabeth Yu, 2002년 10월 6일 ~ )는 미국의 배우이다. 동명의 애니메이션을 실사화한 《아바타: 아앙의 전설》에서 아줄라 역을 맡았다.

## 어린 시절과 개인사
유는 한국인 아버지와 독일계, 아일랜드계, 폴란드계 혈통의 미국인 어머니 사이에서 태어났다. 2018년부터 《기묘한 이야기》의 배우 게이튼 매터래조와 연인 관계를 이어오고 있다.

## 경력
2021년 12월, 유는 《아바타: 아앙의 전설》에서 불의 나라 공주 아줄라 역에 캐스팅되었다.
유의 첫 작품은 2022년 영화 《섬웨어 인 퀸스(en:Somewhere in Queens)》였다. 또한 로렌 로스버그(Lauren Loesberg)가 연출한 성장 영화 《이어 원》에서 대학생 루비 역을 맡았다.
2023년 1월, 유는 토드 헤인스가 연출한 블랙 코미디 영화 《메이 디셈버》에 캐스팅되었다. 3월에는 제나 밴스(en:Jenna Bans)와 빌 크렙스(Bill Krebs)가 제작한 NBC 드라마 Murder by the Book의 파일럿에서 젊은 매기 역을 맡았다.

## 출연 작품

### 영화
- 섬웨어 인 퀸스(en:Somewhere in Queens) (2022)
- 메이 디셈버 (2023) - 메리 애서턴유 역

### 텔레비전
- 아바타: 아앙의 전설 (2024) - 아줄라 공주 역